# 13027 Джираертс
13027 Джираертс (13027 Geeraerts) — астероїд головного поясу, відкритий 3 квітня 1989 року.
Тіссеранів параметр щодо Юпітера — 3,426.